# Difenilmetán
A difenilmetán szerves vegyület, képlete (C6H5)2CH2. Molekulájában egy metán két hidrogénatomját fenilcsoport helyettesíti. A szerves kémiában gyakori szerkezeti elem, a belőle képezhető difenilmetil-csoportot más néven benzhidrilcsoportnak is nevezik.
Benzil-klorid és benzol közötti Friedel–Crafts-alkilezési reakcióval állítják elő Lewis-sav katalizátor, például alumínium-klorid jelenlétében:
C6H5CH2Cl  +  C6H6  →  (C6H5)2CH2  +  HCl

## Fordítás
- Ez a szócikk részben vagy egészben  a   Diphenylmethane című angol Wikipédia-szócikk ezen változatának fordításán alapul.  Az eredeti cikk szerkesztőit annak laptörténete sorolja fel. Ez a jelzés csupán a megfogalmazás eredetét és a szerzői jogokat jelzi, nem szolgál a cikkben szereplő információk forrásmegjelöléseként.